# DocuSign
DocuSign, Inc. er en amerikansk softwarevirksomhed, der laver software til indgåelse af elektroniske aftaler. Softwaren DocuSign Agreement Cloud tilbyder elektronisk signatur på forskellige enheder. DocuSign har over 1 mio. kunder og flere 100 mio. brugere i mere end 180 lande.